# Diga di Barcuns
La diga di Barcuns è una diga a gravità, situata nel Canton Grigioni in Svizzera.

## Descrizione
È in calcestruzzo, il suo volume è di 12.000 metri cubi. Ha un'altezza di 29 metri e il coronamento è lungo 128 metri. Lo sfioratore ha una capacità di 200 metri cubi al secondo.
Il lago creato dalla diga è il piccolo lago di Barcuns, lungo 200 metri che ha un volume massimo di 0,12 milioni di metri cubi d'acqua. È possibile raggiungere lo sbarramento in auto.

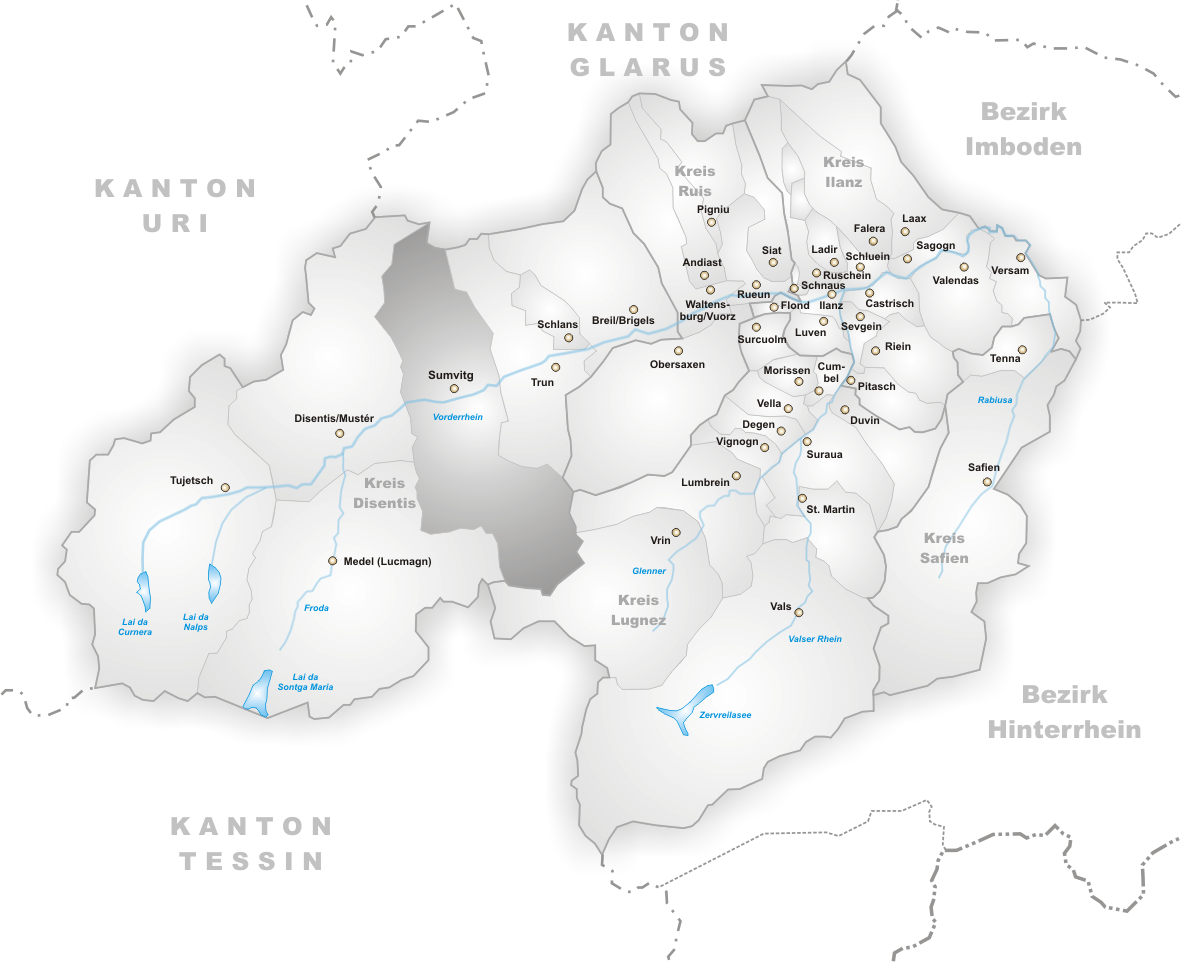
Si trova nel comune di Sumvitg.